# Ritorno alla laguna blu

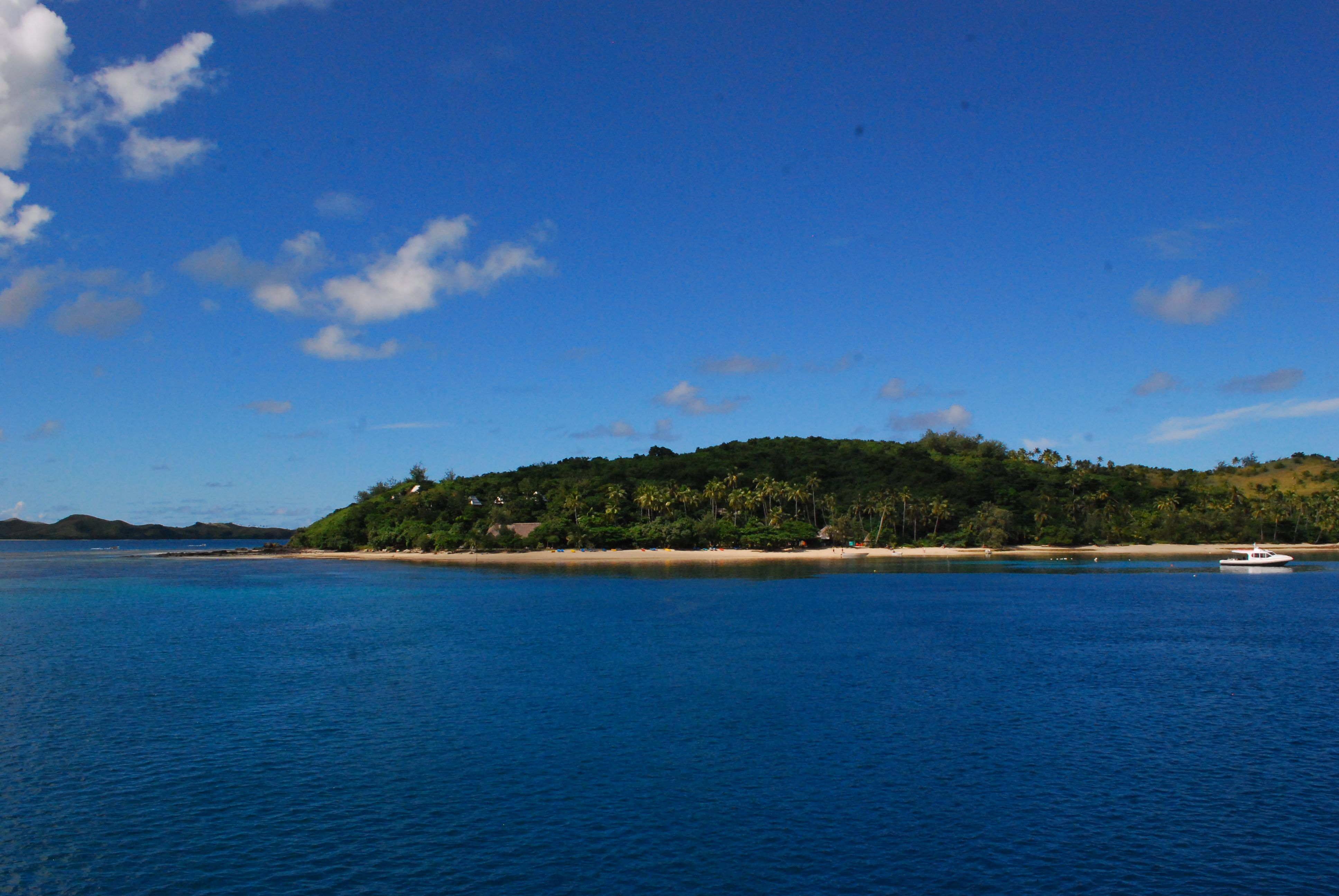
L'isola Laguna Blu

Ritorno alla laguna blu (Return to the Blue Lagoon) è un film del 1991, diretto dal regista William A. Graham ed è il seguito del film Laguna blu.
Il film è tratto dal romanzo The Garden of God di Henry De Vere Stacpoole, anche se alcuni elementi sembrano essere ripresi da The Gates of Morning sempre dello stesso autore.

## Trama
Una barca alla deriva con due cadaveri e un bambino ancora vivo viene avvistata e issata a bordo di una goletta nel mare delle Maldive. Successivamente, a bordo scoppia un'epidemia di colera e il capitano cala in mare una scialuppa con a bordo la passeggera Sarah Hargrave, la figlia Lilli, il miglior marinaio della nave ancora sano e il bambino salvato poco prima ribattezzato nel frattempo Richard. Durante il viaggio Lilli e Richard cominciano a piangere e il marinaio minaccia la donna di buttarli in mare se non li avesse fatti tacere, così Sarah è costretta ad ucciderlo e a buttare il corpo in mare.
Giunti sulla stessa isola deserta dove Richard era nato e vissuto con i genitori, Sarah riesce a procurarsi cibo e acqua e si stabilisce con i bambini in una capanna abbandonata. Anni dopo, dopo aver insegnato a Richard e Lilli i fatti della vita, la donna muore, ed i due bambini, ormai adolescenti, si preparano a festeggiare la Pasqua con una caccia alle uova, dove Richard, per premiare Lilli in quanto vincitrice, le regala una perla bianca, cominciando a guardarla in modo diverso. Frattanto Lilli si sveglia col primo ciclo mestruale, come le predisse la mamma prima di morire, e a Richard viene un'erezione e uno strano senso di vergogna, mentre Lilli gli chiede di spostare il suo letto. Tuttavia i due scoprono l'amore e il sesso e cominciano ad avere sempre più incontri intimi, fino a decidere di sposarsi.

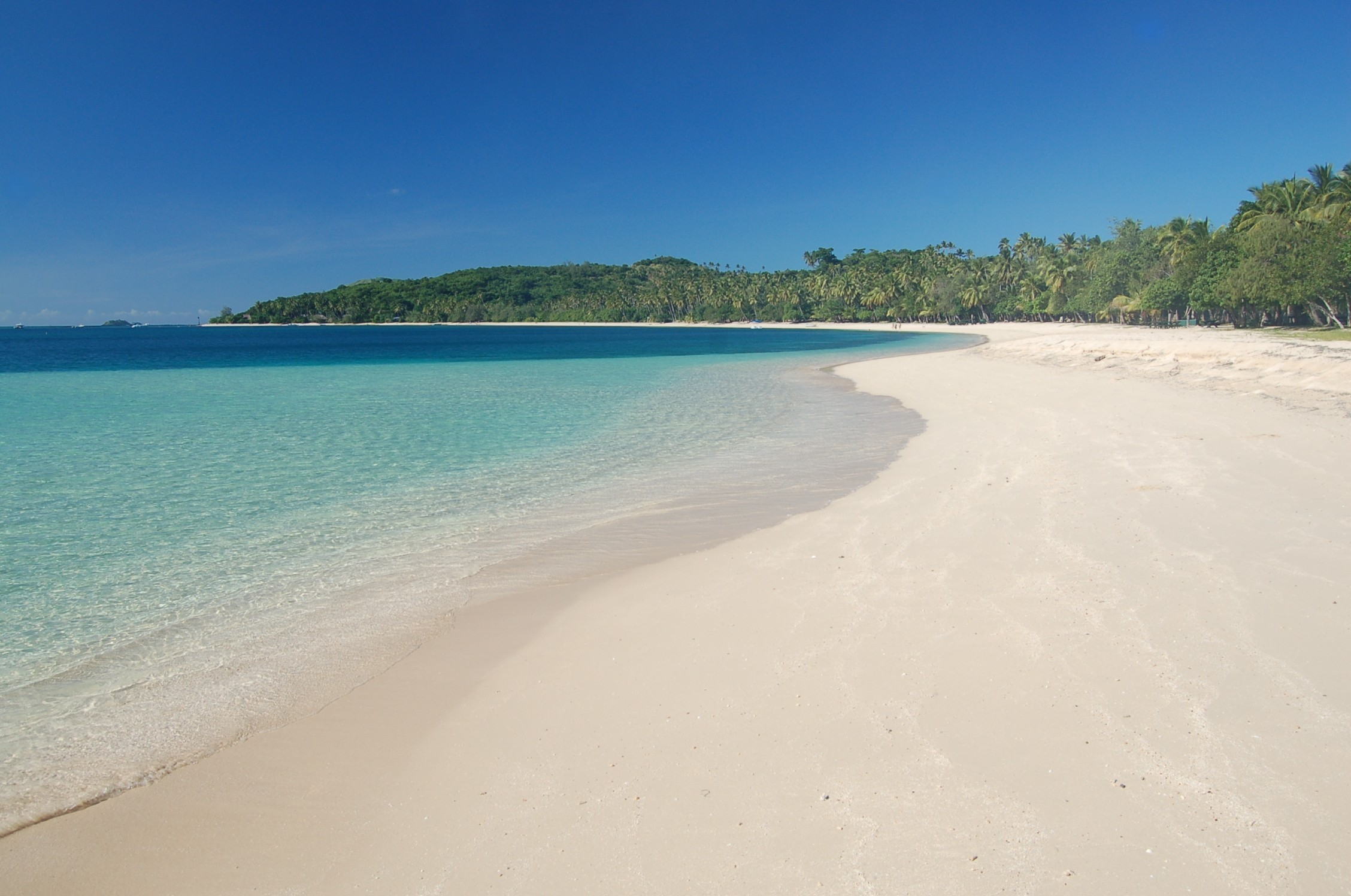
La spiaggia di Laguna Blu

Intanto sull'isola giunge un veliero, e il capitano e i suoi marinai sbarcano per far provvista d'acqua. Sylvia, la figlia del capitano, spiega a Lilli la fisiologia della donna, mostrandole i vestiti e la cosmesi, ed insegna a ballare a Richard, portandolo, per sedurlo, in una barca nello stagno, dove cerca di baciarlo.
Intanto uno dei marinai tenta di derubare Lilli della perla bianca datale da Richard e, dopo averla riportata con la forza alla capanna, tenta di violentarla, ma viene raggiunto e fermato dal ragazzo. I due hanno una lotta corpo a corpo in cui Richard viene colpito con il fucile, ma alla fine, giocando d'astuzia, conduce il marinaio in acqua, dove quest'ultimo viene divorato da uno squalo.
Alla fine Lilli rivela a Richard di essere incinta, e i due decidono di non fare più ritorno alla civiltà.
Il film si conclude con le immagini dei due che giocano in acqua con il loro bambino.

## Produzione
Milla Jovovich ha quindici anni quando gira questo film. È il terzo film girato dall'attrice, dopo Congiunzione di due lune e L'ultimo treno per Kathmandu.
Rispetto al precedente film, in questo seguito sono assenti le scene senza veli dei protagonisti che non vengono mai presentati del tutto svestiti.
Il film è stato girato alle isole Figi, precisamente sull'isola di Taveuni.

## Premi e riconoscimenti
Benché in questo film la giovane Milla Jovovich abbia ottenuto una nomination come migliore giovane attrice, ne ha anche ricevuta una come peggiore nuova star assieme a Brian Krause, inoltre il film ha ricevuto delle nomination anche come peggior regia, fotografia e sceneggiatura.